# Kaikaus I
Kaikaus I (árabe y persa: عز الدين كيكاوس بن كيخسرو, 'Izz al-Dīn Kaykā'ũs bin Kaykhusraw; turco: I. Izzeddin Keykavus) fue el sultán selyúcida de Rüm entre los años 1211 y 1220, e hijo del también sultán Kaikosru I.

## Sucesión
A la muerte de Kaikosru I tras la batalla de Antioquía del Meandro en 1211, los dos hermanos menores de Kaikaus, Kaiferidun Ibrahim y el futuro Kaikubad I, lucharon contra él por la sucesión. Kaikubad inicialmente obtuvo cierto apoyo entre los vecinos del sultanato, como León I, rey armenio de Cilicia, y Tughrilshah, su tío y gobernante independiente de Erzurum. Al mismo tiempo, Kaiferidun puso en peligro el puerto de Antalya al solicitar ayuda a los francos de Chipre. La mayoría de los emires, junto a la poderosa aristocracia terrateniente del reino, apoyaron a Kaikaus. Desde su base en Malatya, Kaikaus se hizo con Kayseri y luego con Konya, induciendo a León a cambiar de bando. Kaikubad se vio obligado a huir a la fortaleza de Ankara, desde la que buscó la ayuda de las tribus turcomanas de Kastamonu, pero su hermano mayor pronto le arrestó a él y a Kaiferidun, asegurando el trono para sí.
Durante este tiempo de gran peligro, Kaikaus negoió un acuerdo de paz con Teodoro I Láscaris, el emperador bizantino de Nicea. El tratado puso fin a las hostilidades entre el Estado selyúcida y el Imperio de Nicea, pese a lo cual los nómadas turcomanos continuaron ocasionando problemas en la frontera.

## La frontera oriental y la Quinta Cruzada
Con Antalya a buen seguro y las fronteras occidentales en paz, Kaikaus volvió su atención hacia el este. Durante la Quinta Cruzada, los francos se aliaron con los selyúcidas, obligando a los ayubíes a enfrentarse a una guerra por dos frentes.

## Conquista de Sinop

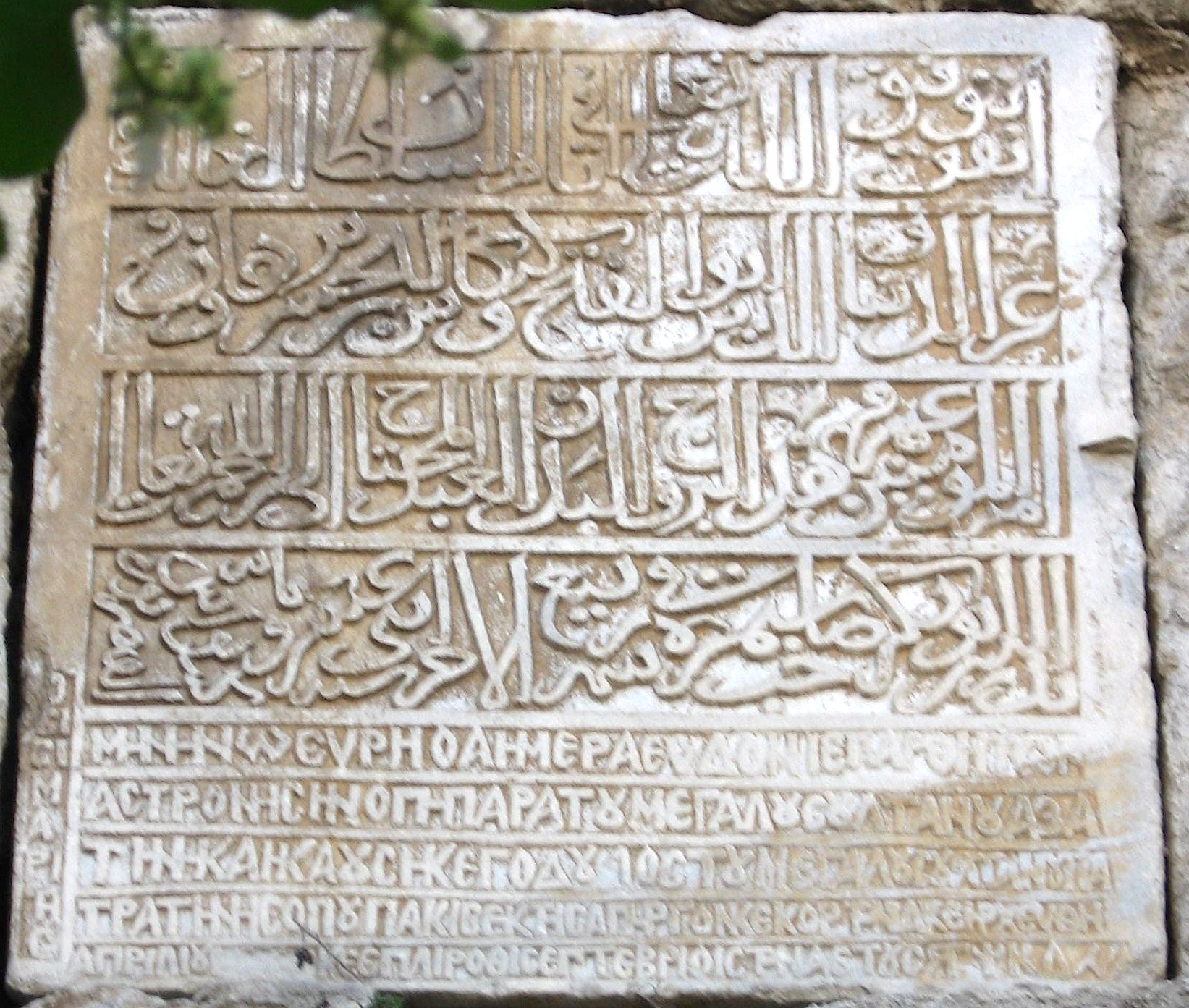
La inscripción bilingüe de Sinop.

La más significativa contribución de Kaikaus al Estado selyúcida fue la adquisición del puerto de Sinop, en la costa del mar Negro. En 1214, las tribus turcomanas capturaron a Alejo, emperador de Trebisonda, mientras disfrutaba de una cacería a las afueras de la ciudad. El rehén fue entregado al sultán, y negoció su libertad a cambio de la ciudad y el vasallaje del territorio de su reino en el este. Los selyúcidas ganaron otra salida al mar, contando con la de Antalya al mar Mediterráneo, y una cuña entre los estados bizantinos de Trebisonda y Nicea. La transferencia se realizó el domingo 1 de noviembre, con la presencia tanto del sultán como del emperador. Alejo fue agasajado durante varios días y luego se le pidió educadamente que regresase a Trebisonda.
Después del traspaso de poderes, el comercio europeo y bizantino continuó en la ciudad con normalidad. Kaikaus nombró a un armenio, Rais Hetoum, como gobernador de la población mixta de griegos y turcos. Entre abril y septiembre de 1215 se reconstruyeron las murallas bajo la supervisión del arquitecto griego Sebastos y con las contribuciones de quince emires. Las obras fueron conmemoradas con una inscripción bilingüe en griego y árabe en una torre cercana a la puerta occidental.

## Monumentos
En 1217, Kaikaus construyó en Sivas la llamada Şifaiye Medresesi. El edificio fue diseñado como un hospital y escuela de medicina. El mauselo del sultán se encuentra en el iwan sur del edificio bajo una cúpula cónica, y la fachada incluye un poema del sultán en azulejos de fayenza azul.